# Віцтлампаеекатль
Віцтлампаеекатль (науатль Witstlanpaehekatl, дос. «південний вітер») — в ацтекській міфології, бог південного вітру, що був жорстоким і злим. У його повітряному череві брязкають черепи, бо він несе з собою смерть. Він здіймає пил і закручує його у вихори, які несуть легкі предмети. Він вириває з корінням дерева і руйнує стіни, здіймає на воді великі хвилі, піднімає на них човни, а потім опускає їх на дно. Таким чином він звільняє шлях для Тлалока.
Його братами є боги Сіватекайотль, Тлалокайотль і Міктлонпачекатль, які уособлюють вітри із заходу, сходу та півночі відповідно.
Усі чотири брати перебувають під владою Еекатля, бога вітру і захисника Кетцалькоатля, а також під владою правителів усіх напрямків світу: Тецкатліпоки (північ), Шіпе-Тотека (схід), Кетцалькоатля (захід) і Віцилопочтлі (південь).